# グラディウスV
『グラディウスV』（グラディウスファイブ、GRADIUS V）は、2004年7月22日に日本のコナミ（現・コナミデジタルエンタテインメント）より発売されたPlayStation 2用シューティングゲームである。

## 概要
コナミの横スクロールシューティングゲーム『グラディウス』シリーズの正統なナンバリングタイトル。開発を担当したのは、魂斗羅シリーズ等に携わっていた元コナミ社員らによって設立された株式会社トレジャー。同社のオリジナルシューティング『斑鳩』の開発チームによって製作された。また、元タイトー社員によって構成されたG.revも製作に協力している。パッケージアートはイラストレーターの天神英貴が手がけた。
従来アーケードシリーズ第一弾の発売から19年、背負ってきたメジャーナンバーを家庭用オリジナルながらにして継承した本作は、「未知なる領域へ」をキャッチコピーに掲げ、操作面での新フィーチャー「オプション操作」を重点に置いた構成により従来のテイストを残しつつも進化した『グラディウス』のスタイルを提唱した。
本作は北米のゲーム・オブ・ザ・イヤー2004において「PS2ベストシューティング賞」と「ゲーム・オブ・ザ・イヤー第6位」を受賞した。

## 特徴
これまでのシリーズ作品と比べ、システム面やステージ構成面、そして演出面などに積極的に変更が加えられている。中でも大きな変更は「オプション・コントロール」の導入であり、これによって従来のオプションを使った戦略をさらに拡張している。また、弾幕系シューティングの要素が取り入れられている。具体的には自機の当たり判定が大幅に縮小（約1ドット）されており、敵弾の速度が比較的遅いといったことから、敵の攻撃が回避しやすくなっている。従来シリーズでは基本であった、2連射できるノーマルショットは4連射まで強化されている。また、シリーズの定番要素であったモアイは登場しない。
こうした変化はあるものの、プレイを重ねて攻略を組み立てるスタンスは不変である。難易度設定やコンティニューも備えられており、その場復活などといったシリーズ初心者への救済措置も用意されている。
一部箇所ではシリーズ初となる「ステージ中のデモムービー」が挿入される。BGM作曲は崎元仁が担当。従来シリーズとは異なり、オーケストラとブレイクビーツ、アナログ風シンセサイザー音の融合が全体的な特色。またグラディウスシリーズや『沙羅曼蛇』などのボス戦で使用された楽曲も崎元によって編曲され使用されている。

## ストーリー
美しい青き惑星グラディウス。この星は過去、幾度にも渡る亜時空星団バクテリアンの侵略を退けてきた。しかし、滅びたかに思われたバクテリアンは闇の深遠にて密かに増殖・進化し続け、新種のバクテリアン細胞が誕生していたのであった。
グラディウス暦8010年、対沙羅曼蛇戦で確認された巨大な眼球状の生命体「ゼロスフォース」を初めとするバクテリアン軍が突如としてグラディウス衛星軌道上にワープアウトし、宇宙ステーションが襲撃された。これに対しグラディウス軍は直ちに反攻作戦を開始、かつて幾度もバクテリアンとの戦いを潜り抜けてきた超時空戦闘機「ビックバイパー T301」にも出撃命令が下った。

## ゲームシステム

### オプション操作（オプションコントロール）
本作の最も特徴的なシステム。
「オプション操作ボタン」（オプションコントロール）を押すことで、出撃時に選択した各オプションのタイプに応じて特殊な操作を行うことができる。
オプションのタイプと特殊操作は以下のとおり。
フリーズ/FREEZE
通常は従来のシリーズのようにオプションが自機を追い、操作ボタンを押している間はオプション全てが自機の動きにそのまま同期するようになり、その時点でのオプション陣形を固定させたまま自機を移動させることができる。オプションを固定するのにある程度の空間は必要であるが、固定方向により全方位もしくは前方・後方集中と臨機応変に切り替えることができるため、ある意味万能型のオプションである。
ディレクション/DIRECTION
通常は従来のシリーズのようにオプションは自機を追い、操作ボタンを押しながら方向キーを動かすことで、ミサイルを除くオプションの攻撃方向を変えることができる。攻撃方向を変えている（＝操作ボタン押しっぱなし）時は、自機およびオプションは動けない。攻撃方向は360度に渡るため、自機が動けないことを除けば全方位に攻撃できるため障害物をものともしないが、ボス相手に攻撃を集中させる場合は自機を固定させねばならず、火力集中に難がある。なお、本オプションを選択してレーザーを選んだ場合、オプションから発射されるレーザーは途切れることが無いため操作ボタン使用時はまるでムチの様に攻撃することが可能。
スペーシング/SPACING
パワーアップすると直接自機の上＞下＞上＞下と順番にオプションが鶴翼陣形で装備され、オプション全てが陣形を保ったまま自機の動きに同期する。操作ボタンを押すことでオプションの間隔を変更可能で、押す度に間隔の拡大 / 縮小が切り替わり、縮小の際にはオプションが自機と横一列になるまで間隔が狭める事が可能。SFC版グラディウスIIIに登場したフィクスドオプションや同社のサンダークロスのオプションに近いが、間隔を縮小させることでオプションを横一列に集中出来る点が異なる。上下にオプションが固定されるため障害物の裏（特に画面上下後方）にも攻撃しやすい形状ではあるが、横に攻撃が必要な対ボス戦では火力を集中させるためにある程度の時間が必要となるため、柔軟にフォーメーションを切り替えられず撃破に手間が掛かるのが難点。本作のオプションタイプで唯一自機追尾がない装備である。
ローテート/ROTATE
通常は従来のシリーズのようにオプションが自機を追い、操作ボタンを押している間オプションが自機中央に向けて自動的にトレース移動し、中央到達順に自機の周りを回転しながら攻撃する。押す度に回転方向が時計回り・反時計回りと切り替わる。オプション操作ボタンを細かくオンオフすることで自機の周囲に集めたまま移動も可能。
オプションの回転機能そのものは、以前よりコンシューマー版独自の要素（MSX版グラディウス2のオプションバリアやFC版グラディウスIIの追加オプションやSFC版グラディウスIIIのローリングオプション等）として存在していたが、回転方向の切り替えは本作が初。オプションが回転することで、自機周辺の敵や障害物に対して継続的に攻撃しつつ自機のある程度の上下に対し攻撃できるため接近戦に強いオプションであり、スペーシングと違い操作ボタンを押さなければ通常のオプションとして使用できるためボス戦でも火力を集中させることができるが、操作ボタンを押した場合の回転直径が若干狭く他作品のように回転直径を広げることができないため後方や画面左上方向が弱点になりやすい。なお本オプションを選択してレーザーを選んだ場合、オプションから発射されるレーザーは途切れることが無いため操作ボタン使用時はオプションの数に応じた交流波攻撃（ある程度の範囲を上下に歪みながら連続攻撃）が可能。

### ゲーム進行
復活方式はその場で即座に復活する、いわゆる「沙羅曼蛇タイプ（その場復活）」が採用されている。自機が破壊された場合は、オプションが前方に飛び散り、復活時に再取得が可能。
また、従来のグラディウスシリーズ同様にミスすると最後に通過したチェックポイントからやり直しになる、いわゆる「グラディウスタイプ（戻り復活）」を選択することも可能。戻り復活にした場合のチェックポイント（復活ポイント）の間隔はステージ構成同様若干長め。

### 二人同時プレイ
本作では『沙羅曼蛇』などに採用されていた2人同時プレイも可能になっている。2人同時プレイ時は左側に1Pのプレイ情報、右側に2Pのプレイ情報が表示される。1P側の自機が青系の配色がなされているのに対し、2P側の自機やパワーメーターは赤系の配色がなされているが性能的に差異はなく、2P側の自機の名前も「ロードブリティッシュ」ではなくあくまで「ビックバイパー T301」である。
オプションの搭載数は2人あわせて4つまでであり、一方が4つのオプションを装備すると、もう一方はオプションを装備できなくなる。一方がミスした場合は所有者のなくなったオプションに接触することでオプションを奪うことができる。『グラディウス外伝』と違いオプションのパワーアップで相手のオプションを奪うことはできない。

## パワーアップ
パワーアップシステムについてはグラディウスシリーズ#パワーアップを参照。
『グラディウスII』以降のシリーズと同様に、ゲーム開始前に数種類用意されている武装の中からプレイヤーが任意に選択する。家庭用ではあるが、ミサイル・ダブル・レーザーのパワーアップは１段階までである。

### ウェポンアレイ
初期状態から選択可能なモードで、4つのタイプのパワーアップ構成から1つを選択する。本作では "WEAPON ARRAY" と表現されているが、『II』の「パワーメーターセレクト」、『III』の「タイプセレクト」とほぼ同じものである。
各パワーアップゲージはオプションのタイプに応じ、ミサイルとダブルの内容が異なる。
| 装備タイプ | ゲージ         | ゲージ           | ゲージ     | ゲージ   | ゲージ                       | ゲージ             |
| 装備タイプ | 1              | 2                | 3          | 4        | 5                            | 6                  |
| 装備タイプ | SPEED UP       | MISSILE          | DOUBLE     | LASER    | OPTION                       | ?                  |
| ---------- | -------------- | ---------------- | ---------- | -------- | ---------------------------- | ------------------ |
| タイプ1    | スピードアップ | ノーマルミサイル | ダブル     | レーザー | オプション（フリーズ）       | フォースフィールド |
| タイプ2    | スピードアップ | 2-WAYミサイル    | テイルガン | レーザー | オプション（ディレクション） | フォースフィールド |
| タイプ3    | スピードアップ | イーグルウィンド | テイルガン | レーザー | オプション（スペーシング）   | フォースフィールド |
| タイプ4    | スピードアップ | 2-WAYバック      | ダブル     | レーザー | オプション（ローテート）     | フォースフィールド |

スピードアップ/SPEED UP
自機の移動スピードが1段階上昇する。5速までスピードアップ可能。最高速度になるとSPEED UPがINIT SPEED（イニシャルスピード：初速）となり、0速に減速できるようになる。
ミサイル (MISSILE)
通常ショットの他に、サブ兵装のミサイルが発射できるようになる。4タイプそれぞれ性能は異なるが、弱体化されると共にショットが大幅に強化されたので補助武装としての意味合いが強くなっている。
ミサイル/MISSILE
地面を滑走するミサイルを下に1発発射する。
2-WAYミサイル/2-WAY MISSILE
着弾時に消滅する、地面を滑走しないミサイルを前方の上下同時に発射する、『II』の四番装備。
イーグルウィンド/EAGLEWIND
上下どちらかの自機（オプション）に近いほうに滑走するミサイルを発射する、SFC版『III』のエディット装備。スペーシングオプションを併用するとかつての『沙羅曼蛇』の様に上下に発射され滑走するミサイルのような攻撃が可能。
2-WAYバック/2-WAY BACK
後方に2-Wayミサイルを発射する。滑走はしない。
ダブル (DOUBLE)
メインショットの他の方向にもショットを発射できるようになる。従来は広い範囲を攻撃するための補助武装であったが、ショットが強化された今作ではオプションをボスのコアに重ねるなどして攻撃力を高めるような使い方もされる。今作では自機の右方向ショット4連射をそれぞれの方向へ2連射で分割する攻撃となる上、ショットの方向に応じ独立した連射が可能となっている為ステージによってはメインショットと同等の攻撃力を持った対ボス戦まで使用できる武装に強化されている。レーザー系とは併用不可。
ダブル/DOUBLE
自機前と、斜め上の2方向へショットを発射。
テイルガン/TAILGUN
自機の前後を攻撃するショット。オプションがなくとも後方をカバーできる唯一の武装。
レーザー/LASER
メインショットが敵を貫通するレーザーになる。本作ではプリセット装備がレーザーで統一されているが、オプションタイプの違いによってレーザーの使用感覚は大きく変わってくる。ダブル系とは併用不可。また以下の特徴はオプションが発射するレーザーのみに適用され、自機はオプションタイプにかかわらず同じレーザーである。どのレーザーも前三作（『II』から『IV』まで）に比べると一律して高い性能を持つ。
自機、フリーズ、スペーシング
これまでの作品同様、途切れるが自機の上下方向の移動に追従するレーザーを発射する。
ディレクション、ローテート
上下方向への追従はせずにムチのようにしなり、途切れない。
オプション/OPTION
自機を追従して移動、自機と連動して攻撃する赤い球体。詳細はオプション操作項目参照。
フォースフィールド /FORCEFIELD
自機全体を守るバリア。耐久値は3発。当たり判定が通常の状態よりも半径1ドット分増加する。

### ウェポンエディット
一定条件を満たすことにより、自分の好みに応じて装備を変更できる "WEAPON EDIT" が出現する。これは『III』の「エディットモード」とほぼ同等のモードだが、本作では通常時に選択可能な4タイプの装備も組み合わせることが可能。
過去に登場した装備が複数追加されている。
| 1              | 2                    | 3              | 4                    | 5                            | 6                  |
| SPEED UP       | MISSILE              | DOUBLE         | LASER                | OPTION                       | ?                  |
| -------------- | -------------------- | -------------- | -------------------- | ---------------------------- | ------------------ |
| スピードアップ | ミサイル             | ダブル         | レーザー             | オプション（フリーズ）       | フォースフィールド |
|                | 2-WAYミサイル        | テイルガン     | リップルレーザー     | オプション（ディレクション） | シールド           |
|                | イーグルウインド     | バーティカル   | エナジーレーザー     | オプション（スペーシング）   | メガクラッシュ     |
|                | 2-WAYバック          | フリーウェイ   | ファイヤーブラスター | オプション（ローテート）     |                    |
|                | スプレッドボム       | スプレッドガン |                      |                              |                    |
|                | フォトントゥーピド   |                |                      |                              |                    |
|                | フライングトゥーピド |                |                      |                              |                    |

※ 赤枠はウェポンエディットでのみ使用可能な装備。
ミサイル
スプレッドボム
着弾時に巨大な爆発を伴う、破壊力が高いミサイル。『II』以降でお馴染みのミサイルだが、従来の放物線投下と比べ軌道が大きく変わっており、自機のほぼ真下へ投下される。
フォトントゥーピド
真下に投下され、着地後前方に滑走し砲台などのザコ敵を貫通できるミサイル。スプレッドボム同様、過去作で馴染み深い兵器の一つ。地形を乗り越えることは不可。
フライングトゥーピド
ミサイルボタンを押している間上下に広がり、ボタンを放したり、地形と接触すると前進するミサイル。『IV』の6番装備として登場したもの。
ダブル
ヴァーティカル
前と真上の二方向に攻撃するダブル。『III』に登場。
フリーウェイ
前と、十字キーを入れた方向の二方向に攻撃するダブル。同じく『III』に登場。今作では方向指定が緩やかになったことで、360度に攻撃出来るようになった。
スプレッドガン
前方斜め二方向に拡散するショット。発射角は自機正面を中心に45°で、真正面を攻撃できなくなっている。『III』にもエディット専用として登場していた。
レーザー
通常レーザー以外は、オプションタイプによる仕様の変化を受けない。
リップルレーザー
リング上のレーザーを発射し、画面右に進むに従って直径が広がる威力より攻撃範囲を重視した、レーザーと対をなす兵器としてシリーズお馴染みの武器。貫通力はないが、広範囲に当てやすく、地形に食われにくい。
エナジーレーザー
ショットボタンを押しっぱなしでチャージし時間に応じ火力を高められる貫通力を持つレーザー。『III』でエディット専用装備として登場。『III』のAC版とSFC版を足して割ったような性能を持ち、チャージ時間は無制限、ある程度以上まで溜めることで爆発的な威力を持つようになる。なお、本作ではチャージ中の攻撃判定はないため、敵と重なって攻撃することはできない。
ファイヤーブラスター
MSX版グラディウスシリーズの武器。前方に発射される火炎放射により自機正面のある程度の範囲を連続攻撃する。ショットボタンを押している限り持続し続けるのでタイプ2と4のレーザーに近い。威力が高い分射程はレーザーよりも短い為、遠距離から敵を狙う事は難しい。従来作のパワーアップ方式と違い現実の火炎の様に緩やかに減衰する性質のため、ディレクションやローテートオプションを選択した場合はオプションの火炎の残像で自機が見えにくくなる場合があるので注意が必要である。
バリア
シールド
初代『グラディウス』の「?」に割り当てられていた装備。自機前方に2つの盾を装着する。前方しか防御できないが、耐久力が高い。初代と違い盾は上下それぞれ耐久力が独立しており、双方とも消えない限り再装備できない。
メガクラッシュ
『III』で7番目のゲージ「!」に割り当てられていた装備。発動した瞬間、画面上の敵・弾を一掃する青カプセルと同様の効果を放つ。ボスへのダメージ効果は無い。

## ステージ構成
全8面。全体的に人工的なステージでの戦闘が多めになっている。ステージギミックはオプション操作を活かした『V』ならではの物も多い。また、1面あたりの長さがやや長めになっているのも特徴で、1周約1時間強、従来アーケードシリーズでは最長とされた『グラディウスIII -伝説から神話へ-』に匹敵する。2周目以降も永久に続いていき、段々と難易度も上昇していく（256周中難易度上昇は10周目まで）。また、伝統的に登場して来た火山とモアイは本作では登場しない。
| 面 | ステージ                     | 解説 | ボス                                                                     |
| -- | ---------------------------- | --- | ------------------------------------------------------------------------ |
| 1  | 惑星グラディウス衛星軌道上空 | 敵の数は多いものの攻撃は緩い。ビッグコアも登場する。その後の宙域は無数のゼロスフォースが占めている。ボスは1周目は逆C形の形状で登場するが、2周目以降では切れ目を埋める形で2つめのコアが配置されている。 BGMはループせず、ゲーム展開に合わせた展開となっている。 オープニングムービーでは、このステージで展開されるバトルが3Dで表現されている。               | - ビッグコアMk-I Rev.2                                                   |
| 2  | 惑星グラディウス都市上空     | ステージ開始にデモが入る。ここで展開されるストーリーは、物語終盤に大きく絡んでくることになる。 巨大戦艦内を惑星グラディウスの大気圏へと進む前半と、後半は『沙羅曼蛇』や『グラディウスII』に登場したボスが待ち受けているボスラッシュによる2部構成。中盤では、壁を隔ててもう1機のビックバイパーと共闘する場面がある。                                         | - デス Mk-III - テトラン - ビッグコア Mk-II - ビッグコア Mk-IV           |
| 3  | 惑星グラディウス都市地下階層 | ステージ2よりも狭くやや入り組んだ地形のステージ。普段はあまり意識しない後方・上方への攻撃手段がないと縦スクロールのエリアで苦労することも。ステージ後半ではビッグコアが狭い通路内を前方や後方から進んでくる。ボスも縦穴での戦闘で、地形のブロックはボスの足に触れると落下してくる。                                                                         | - グランドスパイダー                                                     |
| 4  | バクテリアン細胞中枢         | 巨大生物の体内を進む細胞ステージ。『ライフフォース』に登場したガウの大群が編隊を組んで出現する。大きく起伏のある地形はそれ自体が前後に動き、行く手を阻む。終盤は全面が細胞の壁で、ショットで進路を確保しつつ進むことになるが、切り崩した壁は一定時間で復元。ボスはシールドで守られている心臓で、上下4つの穴から攻撃を仕掛けてくる。                         | - ヒュージハート                                                         |
| 5  | アステロイド前線基地         | 飛来する隕石を破壊しながら進む面。前半は動く地形エリアだが、ここでも隕石は飛来する。ボスは圧倒的弾幕で攻撃してくるため、隕石を盾にして戦うことが求められる。 | - ブラスターキャノンコア                                                 |
| 6  | バクテリアン増殖工場         | 地形によってかさが増えたり溢れたり、雪崩れ込んだりする緑色のゼリー体に追われる工場エリアを抜けると、自機は右向きのまま、左に進んでいくことになる。終盤は2度目のボスラッシュ。ボスのカバードコアMk-IIは週次数が進む毎にコア数が増え、最大で14個のコアを破壊しなければならない。                                                                              | - ローリングコア - サークルコア - ビッグコア Mk-III - カバードコア Mk-II |
| 7  | バクテリアン要塞中枢         | 前半が高速面、後半が要塞面という構成。空中戦の前半ではビッグコアが大量出現し、後半は処理落ちを起こすほど膨大な敵が出現する。その後の高速面は敵配置が多めだが、トリッキーな仕掛けはほとんどない。ビーコンとの戦闘を挟み、入り組んだ地形とギミックが待つ要塞面へ。                                                                                            | - ビーコン - キーパーズコア - エレファントギア                           |
| 8  | 惑星グラディウス都市上空     | 最終面は2面前半パートの別ルート。ストーリー的にはプレイヤーが2面で共闘した片方のビックバイパーという位置づけであるが、2面に比べると若干複雑な配置になっている。ステージ2を攻略中、もう一方の自機と近づく場所でミスしていなければ、その時のプレイが再現される。ラストボスの残り1つのコアを破壊したのち、脱出。操作不能になるまでは地形に当たるとミスになる。 | - ベノム                                                                 |

## 特典
本作には、初回生産版特典に『ビックバイパー開発史』、早期購入特典に毛利名人監修の『プレミアムDVD -OPTIONS（オプションズ）-』が用意されていた。